# Kulciivți, Camenița
Kulciivți (în ucraineană Кульчіївці) este localitatea de reședință a comunei Kulciivți din raionul Camenița, regiunea Hmelnîțkîi, Ucraina.

## Demografie
Componența lingvistică a localității Kulciivți
     Ucraineană (99,04%)
     Alte limbi (0,87%)
Conform recensământului din 2001, majoritatea populației localității Kulciivți era vorbitoare de ucraineană (99,04%), existând în minoritate și vorbitori de alte limbi.